# Oviši
Oviši (liviska: Pațīkmǭ, tyska: Lyser Ort) är en fyrplats i norra Kurland i Lettland.
Oviši är en av de punkter som används av International Hydrographic Organization för att definiera Rigabuktens gränser.